# لوروا تروي
لوروا تروي (بالإنجليزية: Leroy Troy)‏ هو عازف بانجو أمريكي، ولد في 23 مايو 1966.

## روابط خارجية
- لوروا تروي على موقع IMDb (الإنجليزية)
- لوروا تروي على موقع ميوزك برينز (الإنجليزية)
- لوروا تروي على موقع ديسكوغز (الإنجليزية)